# Kokusai Ki-76
Le Kokusai Ki-76, ou Avion de liaison et commandement de type 3 (en japonais : « 三式指揮連絡機 »), était un avion de liaison et d'observation japonais qui servit pendant la Seconde Guerre mondiale. Sa désignation auprès des Alliés était « Stella ».

## Conception et développement
En 1940, le service aérien de l'Armée impériale japonaise ordonna à la Nippon Kokusai Koku Kogyo de produire un avion d'observation d'artillerie et de liaison.
Le Ki-76 qui en résulta était inspiré par et très ressemblant au Fieseler Fi 156 Storch allemand, bien que n'étant pas une copie directe de celui-ci. Comme le Storch, le Ki-76 était un monoplan à aile haute avec un train d'atterrissage fixe. Toutefois, il utilisait des Volets de type Fowler, alors que le Fi 156 disposait de volets à fente. Il était également propulsé par un moteur en étoile, le Hitachi HA-42, alors que l'Argus As 10 de l'avion allemand était un moteur à cylindres en ligne.
Effectuant son premier vol en mai 1941, le Ki-76 se montra réussi pendant ses évaluations comparatives avec le Fi 156, et une production en série fut lancée sous la désignation d'« Avion de liaison et commandement de type 3 », en novembre 1942.

## Carrière opérationnelle
Le Ki-76 resta en service comme avion d'observation d'artillerie et de liaison jusqu'à la fin de la guerre. Ces avions furent également utilisés comme avions de lutte anti-sous-marine, opérant depuis le porte-avions d'escorte japonais Akitsu Maru et étant alors équipés d'une crosse d'appontage et emportant deux charges de profondeur de 60 kg.

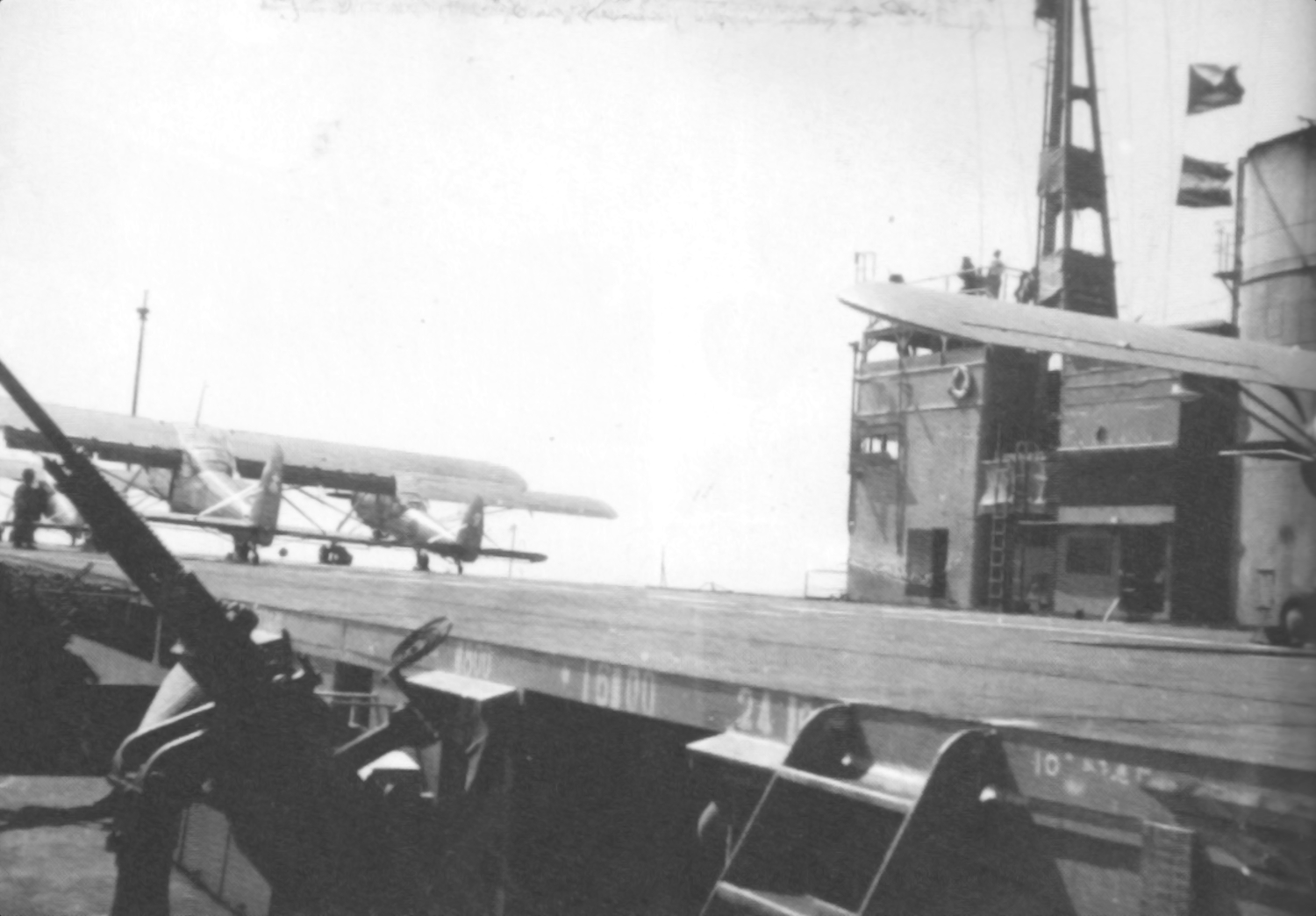
Un Ki-76 sur le pont du porte-avions d'escorte japonais Akitsu Maru, en 1944.

## Utilisateurs
- Empire du Japon :
  - Service aérien de l'Armée impériale japonaise.
- Thaïlande :
  - Force aérienne royale thaïlandaise.